# Coussane
Die Coussane ist ein Fluss in Frankreich, der im Département Aveyron in der Region Okzitanien verläuft. Sie entspringt am Plateau de la Viadène, im Gemeindegebiet von Montpeyroux, knapp an der Grenze zur Nachbargemeinde Coubisou, entwässert generell in südwestlicher Richtung durch den Regionalen Naturpark Aubrac und mündet nach rund 23 Kilometern im Gemeindegebiet von Estaing als rechter Nebenfluss in den Lot.

## Orte am Fluss
(Reihenfolge in Fließrichtung)
- Les Touns, Gemeinde Coubisou
- Les Tarides, Gemeinde Coubisou
- Cabrespines, Gemeinde Coubisou
- Le Monastère, Gemeinde Coubisou
- Estaing

## Sehenswürdigkeiten
- Château de Cabrespines, Schloss aus dem 17. Jahrhundert am Flussufer – Monument historique[4]